# Berggericht w Bańskiej Szczawnicy

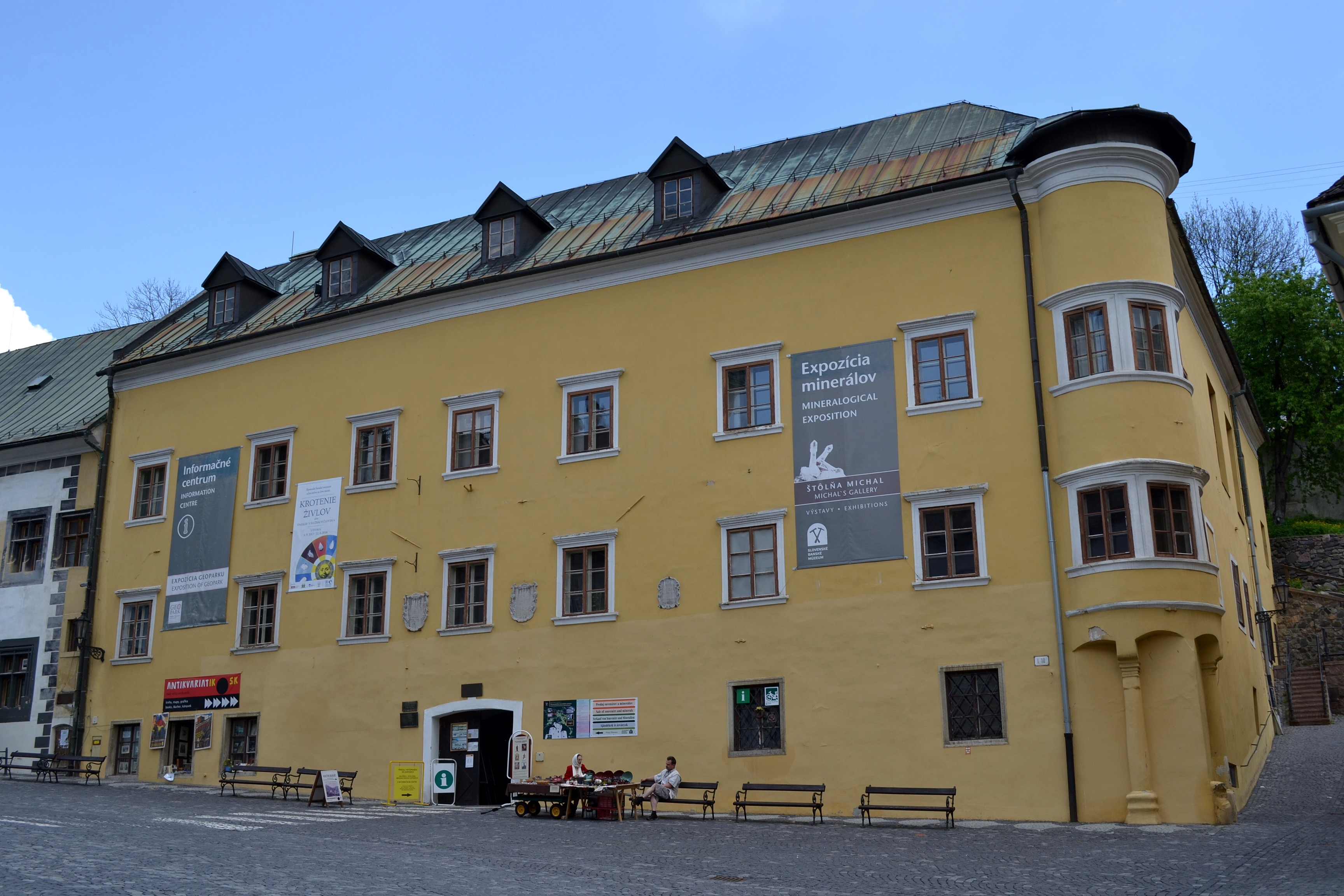
Berggericht (Dom Hellenbachów) w Bańskiej Szczawnicy

Berggericht (też: Dom Hellenbachów, słow. Hellenbachov dom) – zabytkowa budowla w Bańskiej Szczawnicy na Słowacji.

## Położenie
Budowla znajduje się w samym centrum starego miasta. Wznosi się w zwartej zabudowie wschodniej pierzei Placu Św. Trójcy (słow. Námestie sv Trojice, też: Trojičné námestie), pod nr 6, na wprost stojącej na tym placu kolumny Św. Trójcy. Swym tylnym traktem przytyka do dolnych partii stoku, wznoszącego się ku wierzchołkowi wzgórza Glanzenberg.

## Historia
Pierwotny budynek, w stylu późnogotyckim, powstał w XVI w. przez przebudowę dwóch starszych, zapewne XV-wiecznych domów, związanych ze znajdującym się tu wylotem średniowiecznej sztolni. W latach 1659–1728 należał on do bogatej rodziny barona Johanna Gottfrieda Hellenbacha, lekarza, który w latach 1698-1708 sprawował urząd głównego „grofa” tutejszej Komory Górniczej. W połowie XVIII w. obiekt przebudowano w stylu barokowym. W latach 1792–1854 w budowli urzędował sąd górniczy, od którego później poszła jej niemiecka nazwa, a w latach 1854-1859, po jego likwidacji, tzw. górniczy kapitanat. Od roku 1867 do 1900 budynek pozostawał w gestii miejscowej Akademii Górniczej. Od 1927 r. pełni funkcje muzealne.
W czasach swej świetności budynek gościł wiele znakomitości. W lipcu 1751 r. podczas wizyty w górniczych miastach środkowej Słowacji mieszkał w nim przez kilka dni Franciszek I Lotaryński, cesarz rzymski i współregent cesarzowej Marii Teresy. W lipcu 1764 r., w czasie podróży podjętej z polecenia cesarzowej Marii Teresy w celu zaznajomienia się z gospodarką państwa, a zwłaszcza z tematyką górniczo-hutniczą, zatrzymali się tu następca tronu Józef, jego młodszy brat, arcyksiążę Leopold oraz towarzyszący im Albert, późniejszy książę sasko-cieszyński. Wizyty te upamiętniają tablice na fasadzie budynku.

## Charakterystyka
Budowla murowana, czteroskrzydłowa, wzniesiona na planie prostokąta, z walcowym wykuszem w dolnym narożniku i niewielkim dziedzińcem pośrodku. Główne skrzydło, frontowe, jest trójkondygnacyjne, nakryte dwuspadowym dachem z kilkoma facjatkami. Fasada w strefie górnych kondygnacji 7-osiowa, z centralnie umieszczoną sienią wjazdową w przyziemiu. Sień (miejsc. mázhaus) i pomieszczenia przyziemia nakrywają sklepienia kolebkowe, wyższe – stropy.
W tylnej ścianie niewielkiego podwórza znajduje się wylot sztolni. To tzw. Nowa Sztolnia Michał (słow. Nová štôlňa Michal), wydrążona w skale andezytowej, wiodąca kiedyś do kopalni "Michał", eksploatującej jedną z odnóg żyły Špitáler. Kiedyś prowadziła daleko w głąb zbocza i służyła m.in. do transportu urobku. Dziś jej ok. 75-metrowy odcinek w połączeniu z innym średniowiecznym chodnikiem daje możliwość wykonania krótkiego podziemnego spaceru na trasie w formie pętli, na której można obejrzeć m.in. dawne, drewniane wózki górnicze - huntíki.

## Dziś
Obecnie w obiekcie mieści się oddział Słowackiego Muzeum Górnictwa (z siedzibą w Kammerhofie). Zawiera on bardzo interesującą ekspozycję minerałów, których próbki zostały usystematyzowane według obowiązującego aktualnie systemu taksonomicznego. Dominują minerały spotykane na Słowacji. Wśród nich eksponowane są rzadko występujące kruszce srebra: stefanit i polibazyt z sąsiedniej wsi Hodruša, a także kilka minerałów po raz pierwszych opisanych z terenu dzisiejszej Słowacji, jak np. libetenit i mrazekit, znajdywane w rudach miedzi w Ľubietovej koło Bańskiej Bystrzycy, czy też bardzo rzadki haueryt z Vígľašskej Huty.
W budynku, oprócz ekspozycji muzealnej, mieści się również centrum „it” oraz sklepik z pamiątkami oraz wydawnictwami dotyczącymi dziejów miasta i górnictwa kruszców na Słowacji.